# Terry Winograd
Terry Allen Winograd (* 24. února 1946 Takoma Park, Maryland, USA) je americký informatik, kognitivní vědec a profesor informatiky na Stanfordově univerzitě. V oblastech umělé inteligence a filozofie mysli je známý především díky své práci na rozpoznávání přirozeného jazyka pomocí programu SHRDLU.